# Хађени (Констанца)
Хађени (рум. Hagieni) насеље је у Румунији у округу Констанца у општини Лиману. Oпштина се налази на надморској висини од 50 m.

## Становништво
Према подацима из 2002. године у насељу је живело 151 становника.

### Попис2002.
| Расподела становништва по националности 2002.‍ | Расподела становништва по националности 2002.‍ | Расподела становништва по националности 2002.‍ | Расподела становништва по националности 2002.‍ | Расподела становништва по националности 2002.‍ |
| --------------------------------------------- | --------------------------------------------- | --------------------------------------------- | --------------------------------------------- | --------------------------------------------- |
|                                               |                                               |                                               |                                               |                                               |
| Румуни                                        | Румуни                                        |                                               | 62                                            | 41,1%                                         |
| Татари                                        | Татари                                        |                                               | 89                                            | 58,9%                                         |